# Wallagrass (Maine)
Wallagrass – miasto w Stanach Zjednoczonych, w stanie Maine, w hrabstwie Aroostook.